# 6ix9ine
Даніель Ернандес (англ. Daniel Hernandez, нар. 8 травня 1996), відомий під псевдонімом 6ix9ine (читається як Сікснáйн), а також Текаші69 (Tekashi69), або просто Текаші (Tekashi) — американський репер.

## Біографія
Народився в околиці Бушвік, округ Бруклін, Нью-Йорк, США. Син мексиканки та пуерториканця. Ернандеса вигнали зі школи, коли той навчався у восьмому класі. 2009 року помер його батько, тому невдовзі Ернандес почав працювати та продавати марихуану, щоб фінансово допомогти своїй матері.

## Кар'єра
Ернандес привернув до себе увагу у липні 2017 року, коли опублікував у соцмережі Інстаграм пост, який також став вірусним на Реддіті та Твітері. Ексцентрична зовнішність Ернандеса (веселкове волосся та грілзи, а також татуювання номера 69 по всьому тілу) перетворила його на інтернет-мем.
10 листопада світ побачив його дебютний сингл «Gummo», який посів 12 сходинку на Billboard Hot 100. 5 березня 2018 року трек здобув платинову сертифікацію RIAA. Наступний сингл виконавця мав назву «Kooda» та 23 грудня 2017 року дебютував на 61 сходинці Hot 100. 14 січня 2018 року Ернандес випустив свій третій сингл «Keke», що записаний за участі реперів Fetty Wap та A Boogie wit da Hoodie.
Невдовзі Ернандес анонсував свій дебютний мікстейп «Day69», який, зрештою, побачив світ 23 лютого 2018 року та дебютував на 4 сходинці чарту Billboard 200.
27 листопада 2018 року в мережі з'явився довгоочікуваний дебютний альбом «Dummy boy». Під час запису альбому 6ix9ine встиг попрацювати з такими артистами як: Tory Lanez, Gunna, Nicki Minaj, Lil Baby, Kanye West, A Boogie Wit Da Hoodie, Anuel AA.

## Проблеми з законом
У жовтні 2015 року Ернандеса визнали винним у злочині — залученні дитини до статевого акту. Ернандесу пред'явили звинувачення за трьома пунктами після інциденту, що трапився у ніч на 21 лютого 2015 року, коли він вступив у статевий акт з тринадцятирічною, а пізніше поширив відео інциденту онлайн. Загалом для обвинувачення у вчиненні злочину використовується три відео. На першому відео «дитина залучена до орального статевого акту з окремо обвинуваченим Текваном Андерсоном, саме коли Даніель Ернандес стоїть позаду неповнолітньої, здійснює тазові поштовхи та ляскає її по сідницях. Дитина на відео повністю оголена». Друге відео зображує те, як неповнолітня сидить на колінах Ернандеса, поки Андерсон стискає її груди. На третьому відео оголена неповнолітня сидить на колінах Андерсона та Ернандеса.
В одному зі своїх інтерв'ю, Ернандес заявив, що не мав «жодного статевого акту» з дівчиною та заперечив те, що він знав, що вона неповнолітня. Він також повідомив, що на момент інциденту йому було сімнадцять, однак дата його народження говорить про протилежне.
Згідно з угодою про визнання вини, Ернандес зобов'язався отримати атестат про закінчення середньої школи, утримуватись від публікації у соцмережах зображень жінок жорстокого та сексуально відвертого характеру, не порушувати закон протягом двох років тощо. Якщо Ернандес дотримається угоди, то отримає три роки умовно та не буде внесеним у базу злочинців, що вчинили сексуальний напад; якщо ж ні, то йому загрожує три роки в'язниці. У січні 2018 року на одному з судових слухань, Ернандес повідомив, що не склав тест на отримання атестату про середню освіту, але винесення вироку відклали на 10 квітня 2018 року. Будучи неповнолітнім, Ернандес вже сидів у в'язниці за побиття та збування героїну.
У листопаді 2018 року виконавця заарештували за рекет та володіння вогнепальною зброєю, за що йому тепер загрожує довічне ув'язнення у федеральній в'язниці.

## Конфлікти
Репер Trippie Redd в одному з записаних відео засудив Ернандеса такими словами: «Я не сприяю педофілам», хоча до того записав спільний трек з Ернандесом. Конфлікт між виконавцями триває донині.
У лютому 2019 року Ернандес був визнаний винним у розстрілі Chief Keef. Ернандес запропонував своєму товаришеві Кінті Мак-Кензі (Kintea «Kooda B» McKenzie) 20 000 доларів, аби застрелити Кіфа.

## Скандали
Після початку повномасштабного вторгнення, у вересні 2022 року, дав концерт у Росії, також замовчує війну в Україні.

## Дискографія

### Мікстейпи
| Назва | Деталі | Сходинка у чартах | Сходинка у чартах | Сходинка у чартах | Сходинка у чартах | Сходинка у чартах | Сходинка у чартах | Сходинка у чартах | Сходинка у чартах | Сходинка у чартах |
| Назва | Деталі | US                | AUS               | CAN               | DEN               | NOR               | NZ                | SWE               | SWI               | UK                |
| ----- | --- | ----------------- | ----------------- | ----------------- | ----------------- | ----------------- | ----------------- | ----------------- | ----------------- | ----------------- |
| Day69 | - Вихід:23 лютого 2018 - Лейбл: Scumgang, TenThousand Projects - Формат: Потокове мультимедіа, електронне завантаження | 4                 | 11                | 5                 | 32                | 14                | 15                | 15                | 20                | 20                |

### Сингли
| Назва                                                  | Рік  | Сходинка у чартах | Сходинка у чартах | Сходинка у чартах | Сходинка у чартах | Сертифікація     | Мікстейп     |
| Назва                                                  | Рік  | US                | US R&B/ HH        | US Rap            | UK                | Сертифікація     | Мікстейп     |
| ------------------------------------------------------ | ---- | ----------------- | ----------------- | ----------------- | ----------------- | ---------------- | ------------ |
| «Gummo»                                                | 2017 | 12                | 7                 | 6                 | —                 | - RIAA: Platinum | Day69        |
| «Kooda»                                                | 2017 | 50                | 29                | —                 | —                 | - RIAA: Gold     | Day69        |
| «Keke» (за участі Fetty Wap та A Boogie wit da Hoodie) | 2018 | 43                | 22                | 20                | —                 |                  | Day69        |
| «Gotti»                                                | 2018 | 99                | 50                | —                 | 95                |                  | Day69        |
| «Tati» (featuring DJ Spinking)                         | 46   | 23                | —                 | 8                 | 100               |                  | В очікуванні |

### Інші пісні
пісні за 2020 GOOBA, TROLLZ, TUTU, PUNANI, YAYA.
| Назва                                       | Рік  | Сходинка у чартах | Сходинка у чартах | Сходинка у чартах | Сходинка у чартах | Мікстейп |
| Назва                                       | Рік  | US                | NZ Heat.          | SWE Heat.         | SWI               | Мікстейп |
| ------------------------------------------- | ---- | ----------------- | ----------------- | ----------------- | ----------------- | -------- |
| «Billy»                                     | 2018 | 50                | 4                 | 1                 | 93                | Day69    |
| «Rondo» (за участіTory Lanez та Young Thug) | 2018 | 73                | 8                 | —                 | —                 | Day69    |